# Claude Jesserand
Claude Jesserand, maître écrivain français, actif au milieu du XVIe siècle.

## Biographie
D'après Paillasson, il aurait passé une grande part de sa vie en Italie.

## Œuvres
- D'après Paillasson, il aurait fait graver et imprimer un recueil d'exemples, non localisé.
- Paillasson possédait de lui un recueil d'environ 60 exemples manuscrits en italien, daté de 1569 et écrit à Padoue, où les écritures en "grosse" étaient remarquables et ornées de filets d'or.